# Agapetes forrestii
Agapetes forrestii là một loài thực vật có hoa trong họ Thạch nam. Loài này được W.E.Evans mô tả khoa học đầu tiên năm 1927.